# Tulsipur
Tulsipur est une ville du Népal située dans le district de Dang, dans la zone de Rapti. Au recensement de 2011, la ville comptait 51 537 habitants.